# Liste der Fischereiminister Namibias
Dies ist eine Liste der Fischereiminister Namibias (englisch Minister of Fisheries and Marine Resources).
| Nr. | Foto | Name | Lebensdaten | Partei | Kabinett | Amtszeit (Beginn) | Amtszeit (Ende) |
| Minister für Landwirtschaft, Fischerei, Wasser und ländliche Entwicklung Minister of Agriculture, Fisheries, Water and Rural Development | Minister für Landwirtschaft, Fischerei, Wasser und ländliche Entwicklung Minister of Agriculture, Fisheries, Water and Rural Development | Minister für Landwirtschaft, Fischerei, Wasser und ländliche Entwicklung Minister of Agriculture, Fisheries, Water and Rural Development | Minister für Landwirtschaft, Fischerei, Wasser und ländliche Entwicklung Minister of Agriculture, Fisheries, Water and Rural Development | Minister für Landwirtschaft, Fischerei, Wasser und ländliche Entwicklung Minister of Agriculture, Fisheries, Water and Rural Development | Minister für Landwirtschaft, Fischerei, Wasser und ländliche Entwicklung Minister of Agriculture, Fisheries, Water and Rural Development | Minister für Landwirtschaft, Fischerei, Wasser und ländliche Entwicklung Minister of Agriculture, Fisheries, Water and Rural Development | Minister für Landwirtschaft, Fischerei, Wasser und ländliche Entwicklung Minister of Agriculture, Fisheries, Water and Rural Development |
| --- | --- | --- | --- | --- | --- | --- | --- |
| 01 | | Gert Hanekom | 1930–1999 | SWAPO | Nujoma I | 1990 | 1991 |
| Minister für Fischerei Minister of Fisheries and Marine Resources                                                                        | | | | | | | |
| 02 | | Helmut Angula | 1945– | SWAPO | Nujoma I | 1991 | 1995 |
| 03 | | Hifikepunye Pohamba | 1935– | SWAPO | Nujoma II | 1995 | 1997 |
| 04 | | Abraham Iyambo | 1961– | SWAPO | Nujoma II | 1997 | 2000 |
| 04 | Nujoma III | Abraham Iyambo | 1961– | SWAPO | 2000 | 2005 | |
| 04 | Pohamba I | Abraham Iyambo | 1961– | SWAPO | 2005 | 2010 | |
| 05 | | Bernhard Esau | 1957– | SWAPO | Pohamba II | 2010 | 2015 |
| 05 | Geingob I | Bernhard Esau | 1957– | SWAPO | 2015 | 2020 | |
| 06 | | Albert Kawana | 1956– | SWAPO | Geingob II | 2020 | 2021 |
| 07 | | Derek Klazen | 1965– | SWAPO | Geingob II Mbumba | 2021 | 2025 |
| Minister für Landwirtschaft, Fischerei, Wasser und Landreform Minister of Agriculture, Fisheries, Water and Land Reform                  | | | | | | | |
| 08 | | Mac-Albert Hengari | | SWAPO | Nandi-Ndaitwah | 2025 | 2025 |
| 09 | | Inge Zaamwani-Kamwi | | SWAPO | Nandi-Ndaitwah | 2025 | |